# Changis-sur-Marne
Changis-sur-Marne est une commune française située dans le département de Seine-et-Marne, en région Île-de-France.

## Géographie

### Localisation

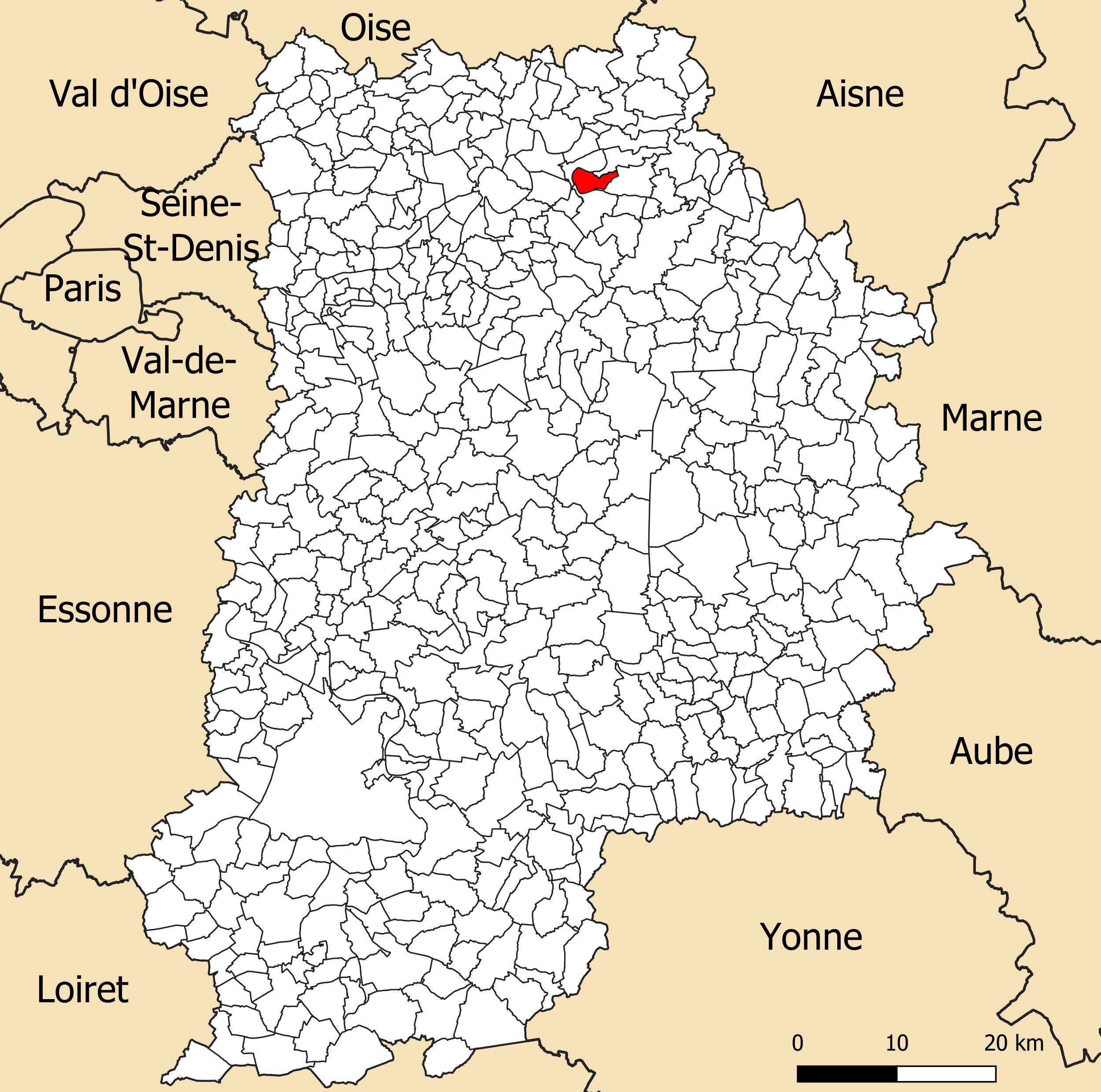
Localisation de la commune de Changis-sur-Marne dans le département de Seine-et-Marne.

La commune est située sur la rive droite de la Marne face à Saint-Jean-les-Deux-Jumeaux, à environ 10,5 km à l'ouest de La Ferté-sous-Jouarre et à 11 km par la route à l'est de Meaux,..

### Communes limitrophes
| Armentières-en-Brie |                             | Jaignes        |
|                     | Changis-sur-Marne           | Ussy-sur-Marne |
|                     | Saint-Jean-les-Deux-Jumeaux |                |

### Géologie et relief
L'altitude de la commune varie de 48 mètres à 107 mètres pour le point le plus haut, le centre du bourg se situant à environ 54 mètres d'altitude (mairie). Elle est classée en zone de sismicité 1, correspondant à une sismicité très faible.

### Hydrographie

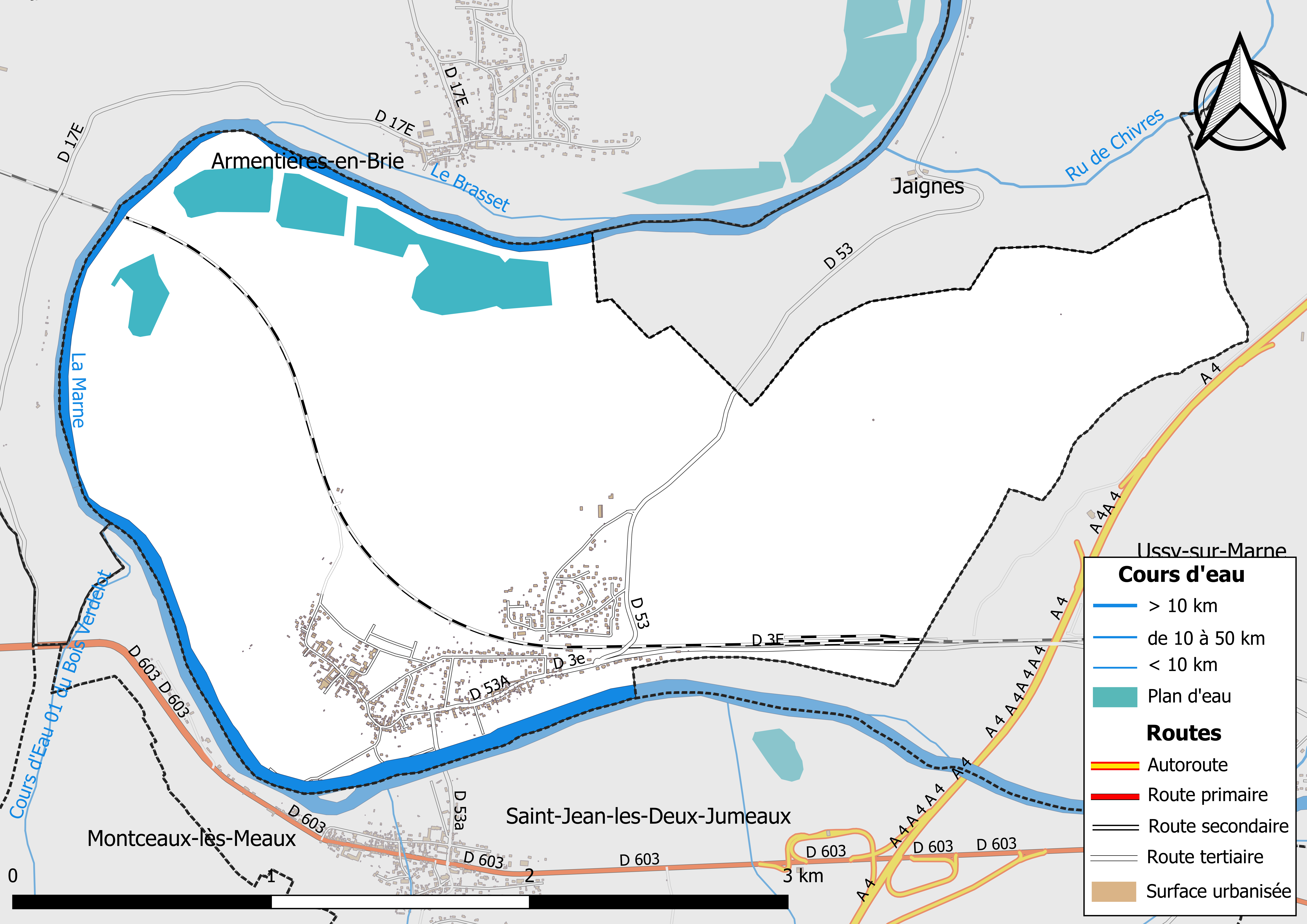
Carte des réseaux hydrographique et routier de Changis-sur-Marne.

Le réseau hydrographique de la commune se compose de la rivière la Marne, longue de 514,26 km, principal affluent de la Seine, ainsi que d'un bras de 0,37 km.
La longueur totale des cours d'eau sur la commune est de 2,14 km.

### Climat
Pour des articles plus généraux, voir Climat de l'Île-de-France et Climat de Seine-et-Marne.
En 2010, le climat de la commune est de type climat océanique dégradé des plaines du Centre et du Nord, selon une étude du CNRS s'appuyant sur une série de données couvrant la période 1971-2000. En 2020, Météo-France publie une typologie des climats de la France métropolitaine dans laquelle la commune est exposée à un climat océanique altéré et est dans la région climatique Nord-est du bassin Parisien, caractérisée par un ensoleillement médiocre, une pluviométrie moyenne régulièrement répartie au cours de l’année et un hiver froid (3 °C).
Pour la période 1971-2000, la température annuelle moyenne est de 11 °C, avec une amplitude thermique annuelle de 15,2 °C. Le cumul annuel moyen de précipitations est de 718 mm, avec 11,4 jours de précipitations en janvier et 7,9 jours en juillet. Pour la période 1991-2020, la température moyenne annuelle observée sur la station météorologique installée sur la commune est de 11,9 °C et le cumul annuel moyen de précipitations est de 710,1 mm,. Pour l'avenir, les paramètres climatiques de la commune estimés pour 2050 selon différents scénarios d'émission de gaz à effet de serre sont consultables sur un site dédié publié par Météo-France en novembre 2022.
| Mois                                  | jan.            | fév.           | mars          | avril         | mai           | juin          | jui.          | août          | sep.          | oct.          | nov.             | déc.          | année      |
| ------------------------------------- | --------------- | -------------- | ------------- | ------------- | ------------- | ------------- | ------------- | ------------- | ------------- | ------------- | ---------------- | ------------- | ---------- |
| Température minimale moyenne (°C)     | 2               | 1,9            | 3,5           | 5,8           | 9,2           | 12,3          | 14            | 13,7          | 10,9          | 8,7           | 4,9              | 2,6           | 7,5        |
| Température moyenne (°C)              | 4,6             | 5,2            | 8             | 11,2          | 14,6          | 17,9          | 19,9          | 19,7          | 16,5          | 12,7          | 7,9              | 5,2           | 11,9       |
| Température maximale moyenne (°C)     | 7,1             | 8,5            | 12,5          | 16,6          | 20            | 23,5          | 25,8          | 25,7          | 22            | 16,8          | 10,9             | 7,7           | 16,4       |
| Record de froid (°C) date du record   | −14,2 07.01.09  | −11,5 07.02.12 | −9,6 01.03.05 | −4,8 08.04.03 | −0,5 06.05.19 | 2,4 04.06.01  | 6,8 31.07.15  | 5,9 26.08.18  | 1,8 30.09.18  | −2,7 24.10.03 | −10,4 24.11.1998 | −8,9 26.12.10 | −14,2 2009 |
| Record de chaleur (°C) date du record | 16,7 05.01.1999 | 20,8 27.02.19  | 25,5 31.03.21 | 29,1 20.04.18 | 32 28.05.17   | 36,4 21.06.17 | 42,2 25.07.19 | 40,1 07.08.03 | 35,8 09.09.23 | 29 02.10.23   | 22,8 07.11.15    | 18 07.12.00   | 42,2 2019  |
| Précipitations (mm)                   | 56,1            | 53,2           | 54,1          | 44,2          | 65,6          | 59,2          | 64,9          | 67,5          | 50,4          | 61,6          | 58,8             | 74,5          | 710,1      |

### Milieux naturels et biodiversité

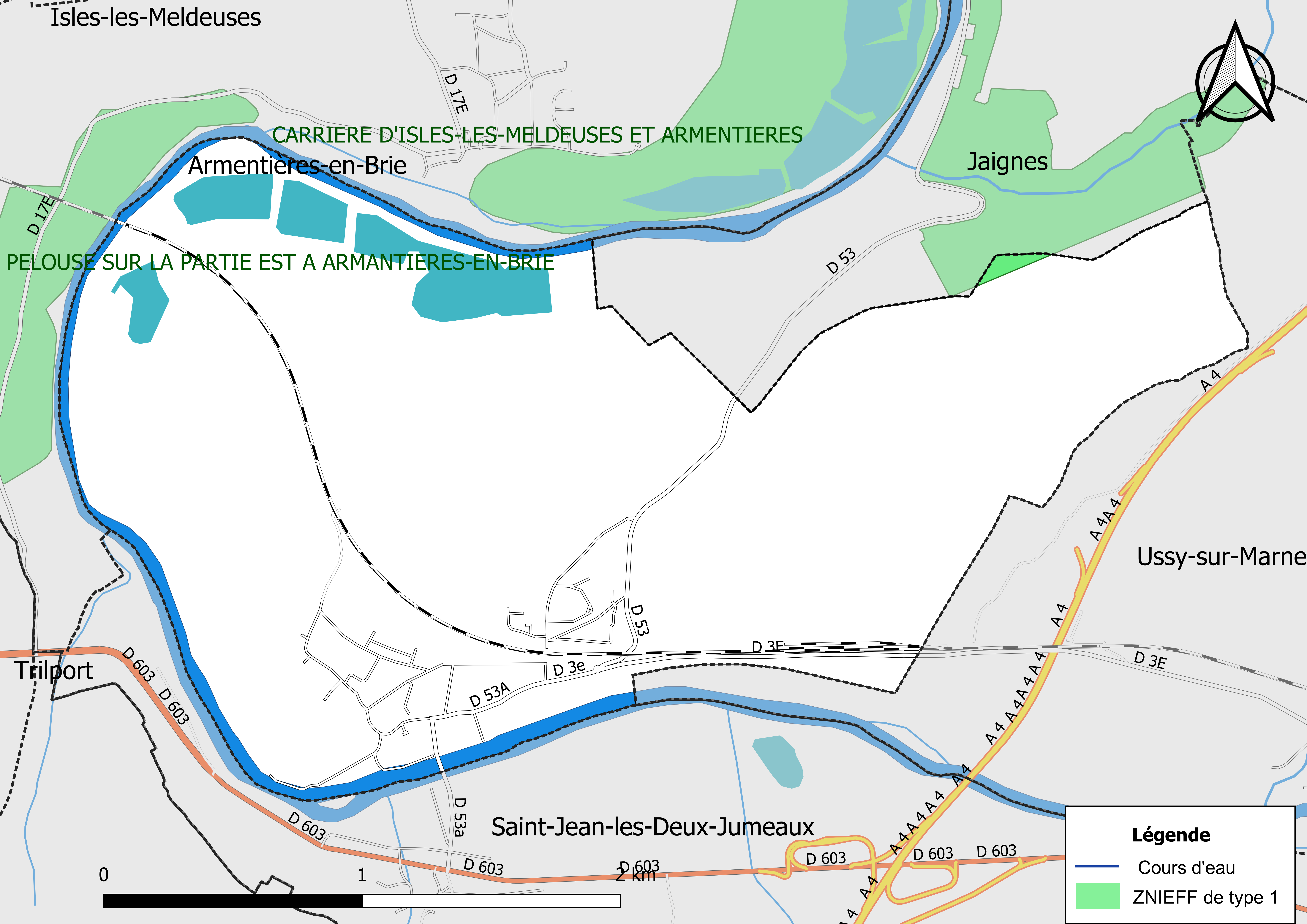
Carte des ZNIEFF de type 1 localisées sur la commune.

L’inventaire des zones naturelles d'intérêt écologique, faunistique et floristique (ZNIEFF) a pour objectif de réaliser une couverture des zones les plus intéressantes sur le plan écologique, essentiellement dans la perspective d’améliorer la connaissance du patrimoine naturel national et de fournir aux différents décideurs un outil d’aide à la prise en compte de l’environnement dans l’aménagement du territoire.
Le territoire communal de Changis-sur-Marne comprend une ZNIEFF de type 1,, 
le « Bois de la Chapelle » (68,32 ha), couvrant 3 communes du département.

## Urbanisme

### Typologie
Au 1er janvier 2024, Changis-sur-Marne est catégorisée bourg rural, selon la nouvelle grille communale de densité à sept niveaux définie par l'Insee en 2022.
Elle appartient à l'unité urbaine de Saint-Jean-les-Deux-Jumeaux, une agglomération intra-départementale regroupant deux  communes, dont elle est une commune de la banlieue,,. Par ailleurs la commune fait partie de l'aire d'attraction de Paris, dont elle est une commune de la couronne,. Cette aire regroupe 1 929 communes,.

### Lieux-dits et écarts
La commune compte 64 lieux-dits administratifs répertoriés consultables ici.

### Occupation des sols
L'occupation des sols de la commune, telle qu'elle ressort de la base de données européenne d’occupation biophysique des sols Corine Land Cover (CLC), est marquée par l'importance des territoires agricoles (47 % en 2018), en diminution par rapport à 1990 (51,9 %). La répartition détaillée en 2018 est la suivante : 
forêts (27,4% ), prairies (24,5% ), terres arables (22,6% ), zones urbanisées (12,8% ), eaux continentales (12,7 %).
Parallèlement, L'Institut Paris Région, agence d'urbanisme de la région Île-de-France, a mis en place un inventaire numérique de l'occupation du sol de l'Île-de-France, dénommé le MOS (Mode d'occupation du sol), actualisé régulièrement depuis sa première édition en 1982. Réalisé à partir de photos aériennes, le Mos distingue les espaces naturels, agricoles et forestiers mais aussi les espaces urbains (habitat, infrastructures, équipements, activités économiques, etc.) selon une classification pouvant aller jusqu'à 81 postes, différente de celle de Corine Land Cover,,. L'Institut met également à disposition des outils permettant de visualiser par photo aérienne l'évolution de l'occupation des sols de la commune entre 1949 et 2018.

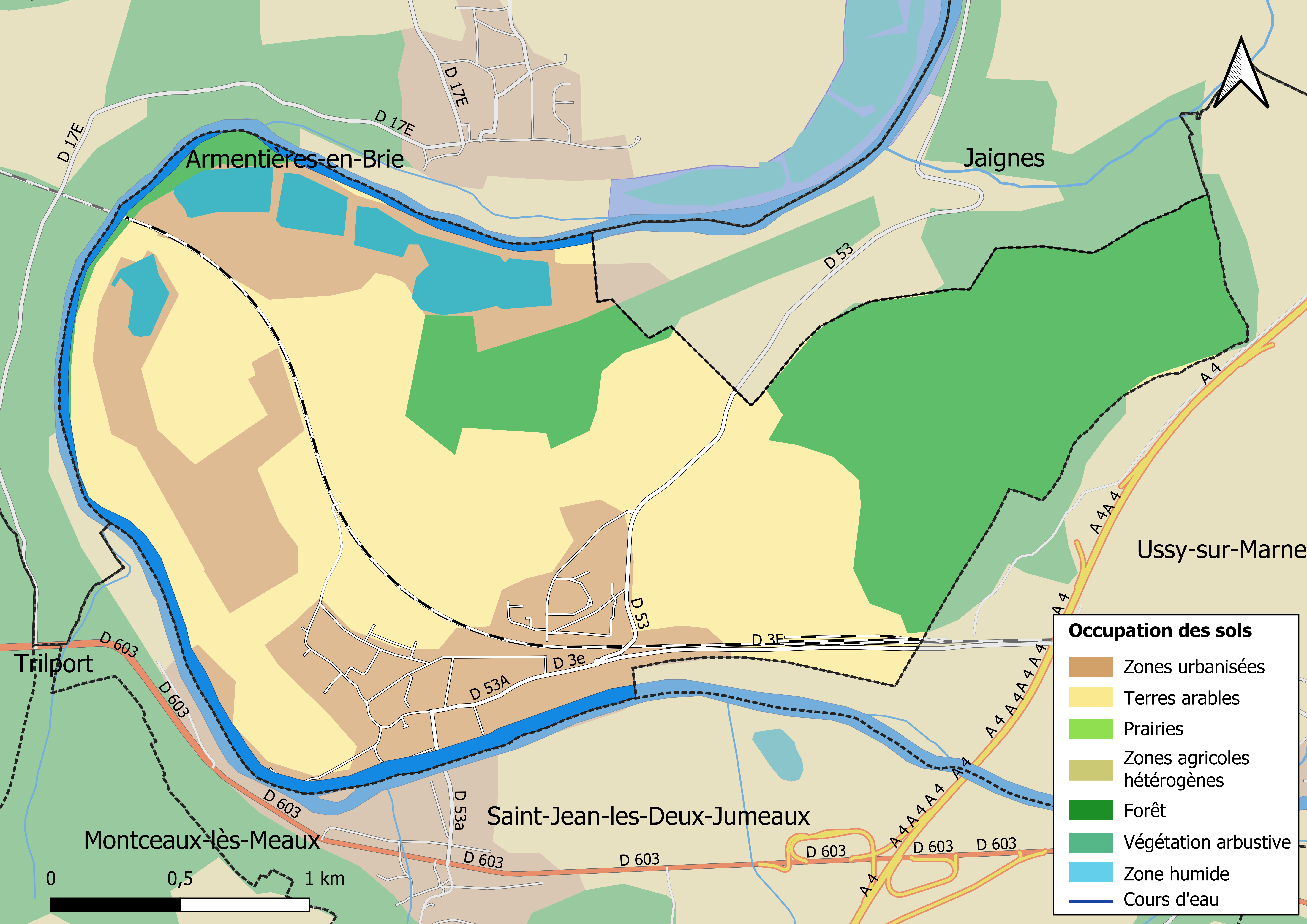
Carte des infrastructures et de l'occupation des sols en 2018 (CLC) de la commune.
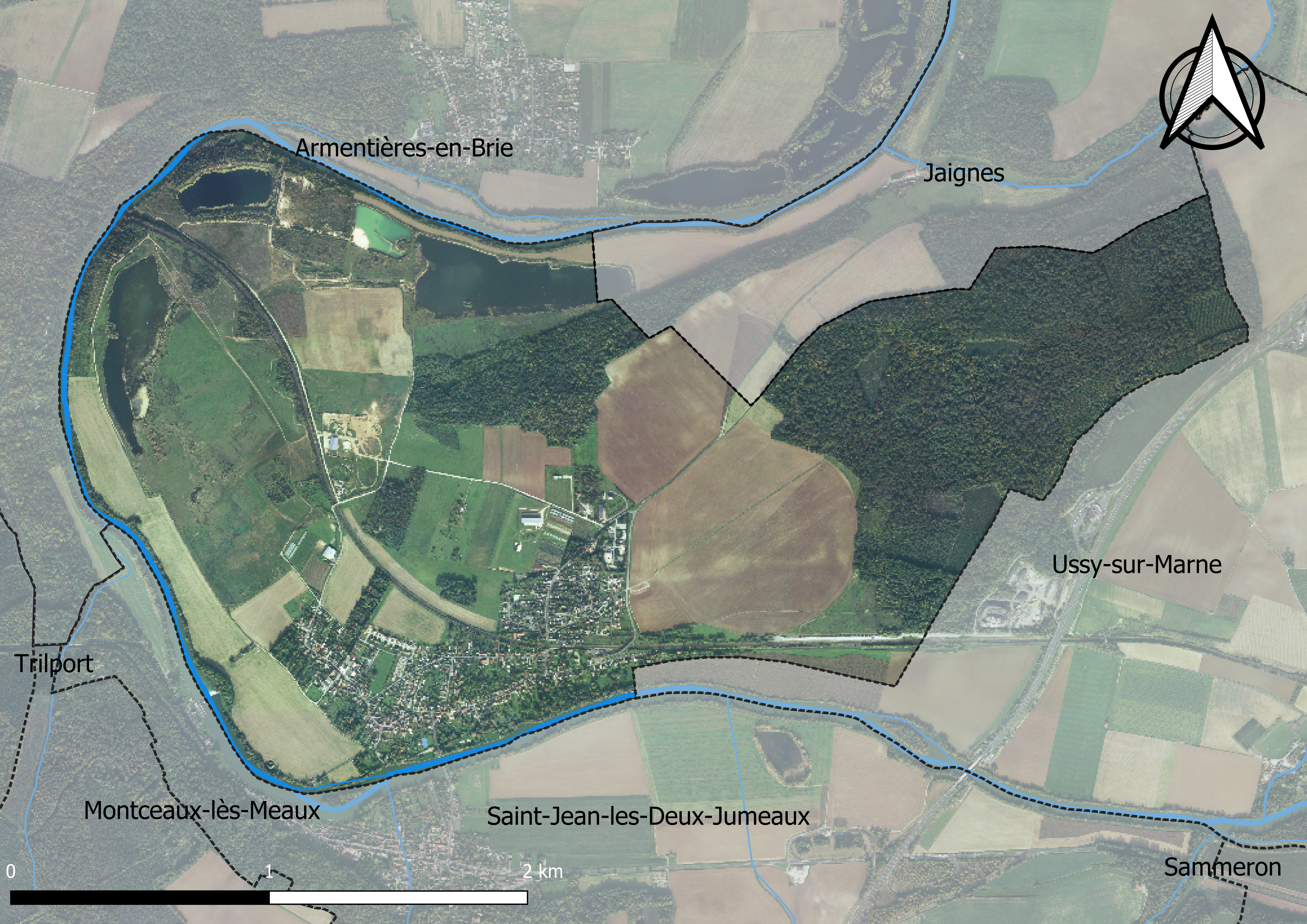
Carte orhophotogrammétrique de la commune.

### Planification
La commune disposait en 2019 d'un plan local d'urbanisme en révision. Le zonage réglementaire et le règlement associé peuvent être consultés sur le Géoportail de l'urbanisme.

### Logement
En 2016, le nombre total de logements dans la commune était de 484 dont 93 % de maisons et 7 % d’appartements.
Parmi ces logements, 88,8 % étaient des résidences principales, 5 % des résidences secondaires et 6,5 % des logements vacants.
La part des ménages fiscaux propriétaires de leur résidence principale s’élevait à 88,5 % contre 10,2 % de locataires, dont 3 % de logements HLM loués vides (logements sociaux) et 1,3 % logés gratuitement.

### Voies de communication et transports

#### Transports
La commune est desservie par 
- la gare de Changis - Saint-Jean de la ligne Paris-Château-Thierry (Ligne P du Transilien) ;
- les lignes d'autocars du réseau du réseau de bus Brie et 2 Morin :  
  - No 35 (Pierre Levée - La-Ferté-sous-Jouarre) ;
  - No 56 ( La-Ferté-sous-Jouarre – Meaux) ;
  - No 56S ( Meaux – La-Ferté-sous-Jouarre).
- La ligne du réseau de bus Meaux et Ourcq :
  - No 61B ( Jaignes – Changis-sur-Marne).

## Toponymie
La localité a été mentionnée au VIIe siècle sous le nom de Villa Chagnerici, puis sous les formes Changiaca villa en 1005 ; Changeium vers 1030 ; Apud Catingis en 1184 ; Changi en 1200 Molendinum situm apud Changiacum en 1258 ; Changi en 1276 ; Changiacum en 1381 ; Changis lez Ussy sur Marne en 1563 ; Changy en 1585 ; Changis-sur-Marne (Décret du 26 août 1915.
Elle est enserrée dans une boucle de la Marne ce qui lui a valu vraisemblablement le nom de Changy. Le nom de Changis-sur-Marne serait issu, selon le livre des évêques de Meaux et d'Albert Dauzat, de Combiacum ou Congiacum. Il s'agirait là d'un toponyme de Courbe ou Conge signifiant « Courbure » comme celle correspondant à la Marne. La Marne « change » nettement de direction près du bourg.

## Histoire
Un squelette de mammouth est découvert en 2012 sur les berges de l'ancien lit de la Marne, à l'occasion de la fouille d'un site gallo-romain.

## Politique et administration

### Liste des maires
| Période                                  | Période  | Identité                | Étiquette | Qualité                       |
| ---------------------------------------- | -------- | ----------------------- | --------- | ----------------------------- |
| Les données manquantes sont à compléter. |          |                         |           |                               |
| avant 1988                               | 1995     | Pierre Lefrançois       |           |                               |
| 2001                                     | 2008     | Anne-Marie Lacombe      |           |                               |
| mars 2008                                | 2020     | Jean-Paul Susini        |           | Ingénieur des Arts et Métiers |
| mars 2020                                | En cours | Bergamini Jean-François |           | Retraité                      |

## Équipements et services

### Eau et assainissement
L’organisation de la distribution de l’eau potable, de la collecte et du traitement des eaux usées et pluviales relève des communes. La loi NOTRe de 2015 a accru le rôle des EPCI à fiscalité propre en leur transférant cette compétence. Ce transfert devait en principe être effectif au 1er janvier 2020, mais la loi Ferrand-Fesneau du 3 août 2018 a introduit la possibilité d’un report de ce transfert au 1er janvier 2026,.

#### Assainissement des eaux usées
En 2020, la gestion du service d'assainissement collectif de la commune de Changis-sur-Marne est assurée par la communauté d'agglomération Coulommiers Pays de Brie (CACPB) pour la collecte, le transport et la dépollution. Ce service est géré en délégation par une entreprise privée, dont le contrat arrive à échéance le 31 décembre 2025,,.
L’assainissement non collectif (ANC) désigne les installations individuelles de traitement des eaux domestiques qui ne sont pas desservies par un réseau public de collecte des eaux usées et qui doivent en conséquence traiter elles-mêmes leurs eaux usées avant de les rejeter dans le milieu naturel. La communauté d'agglomération Coulommiers Pays de Brie (CACPB) assure pour le compte de la commune le service public d'assainissement non collectif (SPANC), qui a pour mission de vérifier la bonne exécution des travaux de réalisation et de réhabilitation, ainsi que le bon fonctionnement et l’entretien des installations,.

#### Eau potable
En 2020, l'alimentation en eau potable est assurée par la communauté d'agglomération Coulommiers Pays de Brie (CACPB) qui en a délégué la gestion à la SAUR, dont le contrat expire le 31 décembre 2025,.

## Population et société

### Démographie
L'évolution du nombre d'habitants est connue à travers les recensements de la population effectués dans la commune depuis 1793. Pour les communes de moins de 10 000 habitants, une enquête de recensement portant sur toute la population est réalisée tous les cinq ans, les populations de référence des années intermédiaires étant quant à elles estimées par interpolation ou extrapolation. Pour la commune, le premier recensement exhaustif entrant dans le cadre du nouveau dispositif a été réalisé en 2008.

En 2022, la commune comptait 1 352 habitants, en évolution de +12,39 % par rapport à 2016 (Seine-et-Marne : +3,92 %, France hors Mayotte : +2,11 %).
| 1793 | 1800 | 1806 | 1821 | 1831 | 1836 | 1841 | 1846 | 1851 |
| ---- | ---- | ---- | ---- | ---- | ---- | ---- | ---- | ---- |
| 218  | 247  | 232  | 229  | 229  | 213  | 208  | 232  | 263  |

| 1856 | 1861 | 1866 | 1872 | 1876 | 1881 | 1886 | 1891 | 1896 |
| ---- | ---- | ---- | ---- | ---- | ---- | ---- | ---- | ---- |
| 242  | 240  | 230  | 235  | 232  | 227  | 243  | 262  | 253  |

| 1901 | 1906 | 1911 | 1921 | 1926 | 1931 | 1936 | 1946 | 1954 |
| ---- | ---- | ---- | ---- | ---- | ---- | ---- | ---- | ---- |
| 260  | 286  | 317  | 331  | 355  | 337  | 298  | 330  | 368  |

| 1962 | 1968 | 1975 | 1982 | 1990 | 1999 | 2006  | 2008  | 2013  |
| ---- | ---- | ---- | ---- | ---- | ---- | ----- | ----- | ----- |
| 462  | 434  | 542  | 698  | 939  | 950  | 1 031 | 1 057 | 1 107 |

| 2018  | 2022  | - | - | - | - | - | - | - |
| ----- | ----- | - | - | - | - | - | - | - |
| 1 320 | 1 352 | - | - | - | - | - | - | - |

### Sports
L'équipe de football s'appelle L'Union Sportive Changis Saint-Jean Ussy Sammeron Signy-Signets ( USCJUS  )

## Économie

### Revenus de la population et fiscalité
En 2018, le nombre de ménages fiscaux de la commune était de 468, représentant 1 281 personnes et la  médiane du revenu disponible par unité de consommation  de 25 280 euros.

### Emploi
En 2018, le nombre total d’emplois dans la zone était de 85, occupant 612 actifs  résidants (dont 9,6 % dans la commune de résidence et 90,4 % dans une commune autre que la commune de résidence).
Le taux d'activité de la population (actifs ayant un emploi) âgée de 15 à 64 ans s'élevait à 70,1 % contre un taux de chômage de 6,6 %.
Les 23,4 % d’inactifs se répartissent de la façon suivante : 10,9 % d’étudiants et stagiaires non rémunérés, 7,4 % de retraités ou préretraités et 5,1 % pour les autres inactifs.

### Secteurs d'activité

#### Entreprises et commerces
En 2019, le nombre d’unités légales et d’établissements (activités marchandes hors agriculture) par secteur d'activité était de 67 dont 4 dans l’industrie manufacturière, industries extractives et autres, 13 dans la construction, 14 dans le commerce de gros et de détail, transports, hébergement et restauration, 5 dans l’Information et communication, 1 dans les activités financières et d'assurance, 3 dans les activités immobilières, 16 dans les activités spécialisées, scientifiques et techniques et activités de services administratifs et de soutien, 6 dans l’administration publique, enseignement, santé humaine et action sociale et 5  étaient relatifs aux autres activités de services.
En 2020, 10 entreprises ont été créées sur le territoire de la commune, dont 8 individuelles.
Au 1er janvier 2021, la commune ne disposait pas d’hôtel et de terrain de camping.

#### Agriculture
Changis-sur-Marne est dans la petite région agricole dénommée les « Vallées de la Marne et du Morin », couvrant les vallées des deux rivières, en limite de la Brie. En 2010, l'orientation technico-économique de l'agriculture sur la commune est la culture de céréales et d'oléoprotéagineux (COP).
Si la productivité agricole de la Seine-et-Marne se situe dans le peloton de tête des départements français, le département enregistre un double phénomène de disparition des terres cultivables (près de 2 000 ha par an dans les années 1980, moins dans les années 2000) et de réduction d'environ 30 % du nombre d'agriculteurs dans les années 2010. Cette tendance se retrouve au niveau de la commune où le nombre d’exploitations est passé de 5 en 1988 à 3 en 2010. Parallèlement, la taille de ces exploitations augmente, passant de 69 ha en 1988 à 98 ha en 2010.
Le tableau ci-dessous présente les principales caractéristiques des exploitations agricoles de Changis-sur-Marne, observées sur une période de 22 ans : 
|                                      | 1988 | 2000 | 2010 |
| ------------------------------------ | ---- | ---- | ---- |
| Dimension économique,                |      |      |      |
| Nombre d’exploitations (u)           | 5    | 4    | 3    |
| Travail (UTA)                        | 16   | 16   | 2    |
| Surface agricole utilisée (ha)       | 344  | 347  | 294  |
| Cultures                             |      |      |      |
| Terres labourables (ha)              | 331  | s    | s    |
| Céréales (ha)                        | 174  | s    | s    |
| dont blé tendre (ha)                 | 65   | s    | s    |
| dont maïs-grain et maïs-semence (ha) | 88   | s    | s    |
| Tournesol (ha)                       | 80   | s    |      |
| Colza et navette (ha)                | s    |      | s    |
| Élevage                              |      |      |      |
| Cheptel (UGBTA)                      | 5    | 3    | 3    |

## Culture locale et patrimoine

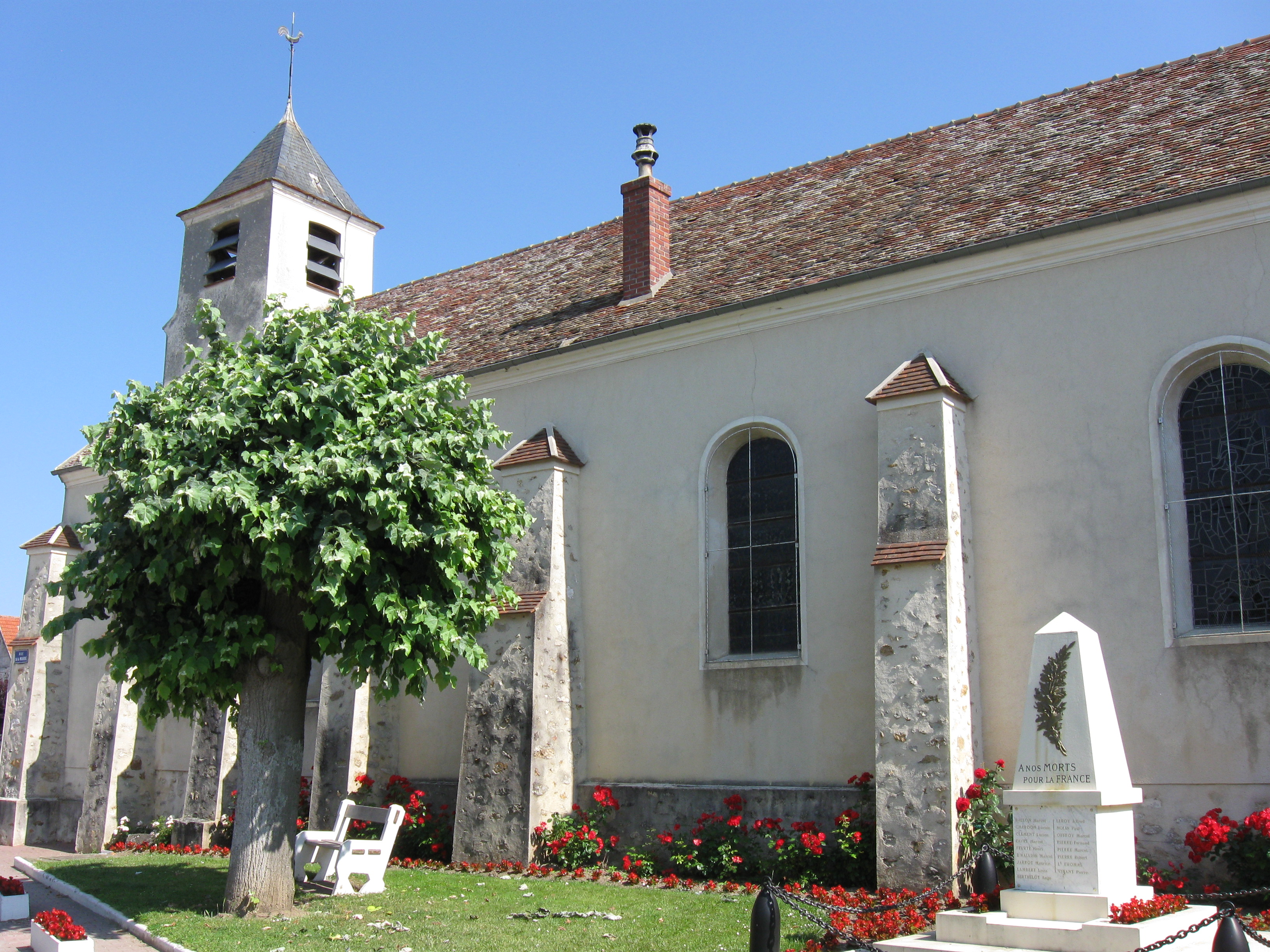
l'église Sainte-Madeleine.

### Lieux et monuments
- L'église Sainte-Madeleine (XVIIIe siècle).
- Les rives de la Marne.

### Héraldique, logotype et devise
|  | Les armes de la ville se blasonnent ainsi : D'azur à une hure de sanglier d'argent accostée de deux poissons du même affrontés en pal ; au chef ondé d'argent chargé de la lettre C en capitale d'azur accostée de deux silex taillés de sable. |